# Spoorlijn Züssow - Wolgast
De spoorlijn Züssow - Wolgast (haven) is een Duitse spoorlijn gelegen in de deelstaat Mecklenburg-Voor-Pommeren en als spoorlijn 6772 onder beheer van Usedomer Bäderbahn.

## Geschiedenis
Het traject Züssow - Wolgast Haven werd door de Berlin-Stettiner Eisenbahn-Gesellschaft (BStE) op 1 november 1863 geopend. Het traject werd in 1880 overgenomen door de Preußischen Staatseisenbahnen. In Wolgast haven kon men aanvankelijk per veerboot en sinds 1934 per brug de Peenestrom lopend oversteken en aan de overzijde de reis per trein vervolgen op het eiland Usedom. In 1996 kwam er een nieuwe brug gereed waarover sinds 2000 ook de trein rijdt.

## Treindiensten

### DB
De Deutsche Bahn verzorgde tot 1994 het personenvervoer op dit traject met RB treinen.

### Usedomer Bäderbahn
De Usedomer Bäderbahn GmbH (UBB) verzorgt sinds 1994 het personenvervoer op dit traject met treinen van het type GTW.
- Stralsund - Świnoujście Centrum

## Aansluitingen
In de volgende plaatsen is of was er een aansluiting van de volgende spoorlijnen:

### Züssow
- Angermünde-Stralsunder Eisenbahn, spoorlijn tussen Angermünde en Stralsund
- Dargezin - Züssow, smalspoorlijn van de Greifswald–Jarmener Kleinbahn-Gesellschaft (GJK) tussen Dargezin en Züssow (750 mm)

### Buddenhagen
- Crenzow - Buddenhagen, smalspoorlijn van de Anklam-Lassaner Kleinbahn (ALK) tussen Crenzow en Buddenhagen (600 mm)

### Wolgast
- Wolgast haven - Kröslin
- Wolgast - Greifswald (KGW) smalspoorlijn (750 mm) van Wolgast haven via Kröslin naar Greifswald
- Heringsdorf - Wolgast, spoorlijn tussen Heringsdorf en Wolgast

## Elektrische tractie
Het traject werd in 1989 geëlektrificeerd met een spanning van 15.000 volt 16 2/3 Hz wisselstroom. Door de veranderende treindienst werd de bovenleiding in afgebroken